# Regnault (cráter)

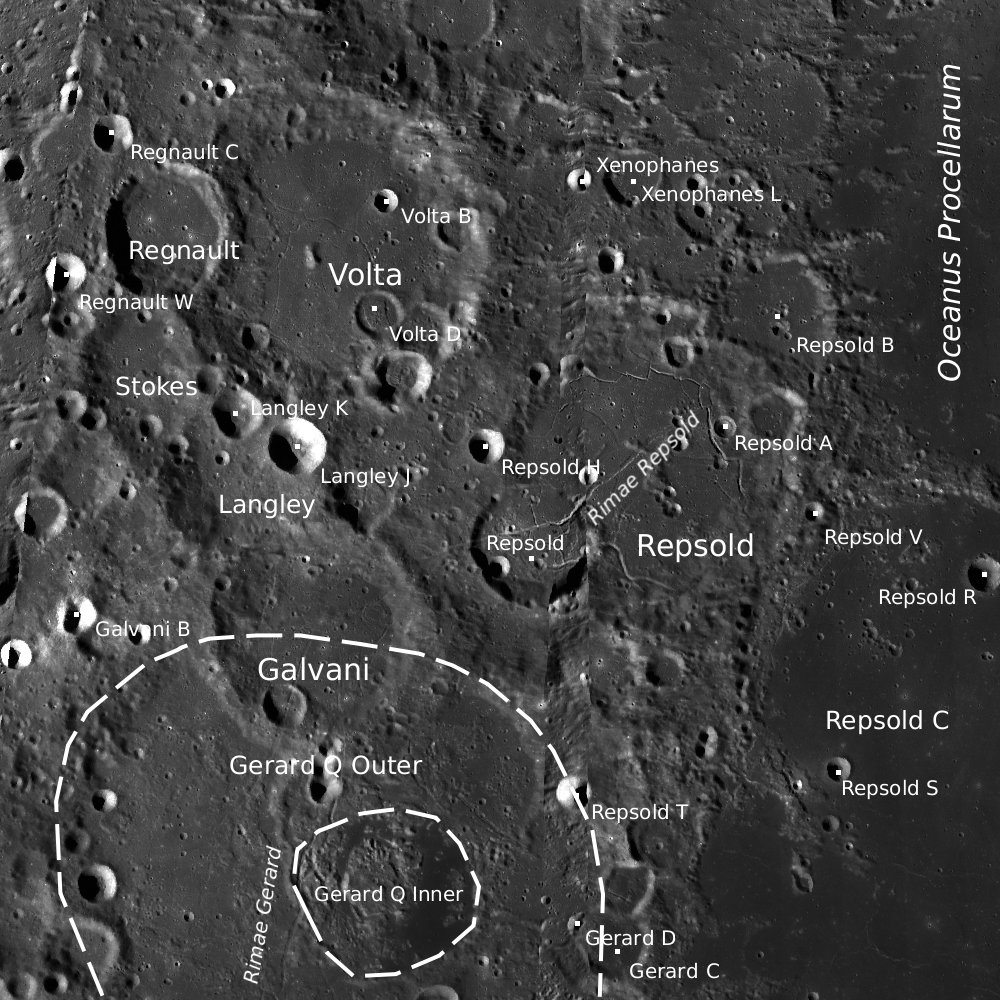
Fotografía de la misión Lunar Reconnaissance Orbiter

Regnault es un cráter de impacto que se encuentra cerca del terminador noroeste de la Luna, situado sobre el borde occidental de la llanura amurallada de Volta, con el cráter ligeramente más pequeño Stokes unido al borde exterior sur. Debido a su ubicación, Regnault no es fácilmente divisable desde la Tierra. Se ve con un ángulo muy oblicuo, limitando el detalle que se puede apreciar. La visibilidad de este cráter también es afectada por la libración de la Luna.
|  |

Como el borde este de Regnault atraviesa el borde de Volta, su perfil es algo menos prominente que el de la mitad occidental. El brocal no ha sido muy erosionado, aunque un pequeño cratercillo atraviesa su lado norte. Donde se une con Stokes hacia el sur, el borde ha sido enderezado ligeramente, y los materiales eyectados ocupan parte del suelo interior. Las paredes interiores de Regnault son pendientes relativamente uniformes, que conducen hacia un suelo interior nivelado marcado tan solo por unos pequeños cráteres. Carece de pico central.

## Cráteres satélite
Por convención estos elementos son identificados en los mapas lunares poniendo la letra en el lado del punto medio del cráter que está más cercano a Regnault.
|          | \| Regnault \| Coordenadas \| Diámetro \| \| -------- \| ----------------------------- \| -------- \| \| C \| 55°12′N 89°12′O / 55.2, -89.2 \| 14 km \| \| W \| 53°30′N 89°54′O / 53.5, -89.9 \| 15 km \| |          |
| Regnault | Coordenadas | Diámetro |
| C        | 55°12′N 89°12′O / 55.2, -89.2 | 14 km    |
| W        | 53°30′N 89°54′O / 53.5, -89.9 | 15 km    |